# Pula (Sardenya)
Pula és un municipi italià, situat a la regió de Sardenya i a la Ciutat metropolitana de Càller. L'any 2007 tenia 7.200 habitants. Es troba a la regió de Sulcis-Iglesiente. Limita amb els municipis de Domus de Maria, Santadi (CI), Sarroch, Teulada i Villa San Pietro.

## Administració
| Període | Identitat       | Partit        |
| ------- | --------------- | ------------- |
| 2006-   | Walter Cabasino | Llista cívica |